# Costa Rica Challenger 2000
Il Costa Rica Challenger 2000 è stato un torneo di tennis facente parte della categoria ATP Challenger Series nell'ambito dell'ATP Challenger Series 2000. Il torneo si è giocato a San Jose in Costa Rica dal 4 al 10 dicembre 2000 su campi in cemento.

## Vincitori

### Singolare
Anthony Dupuis ha battuto in finale  Alexandre Simoni con il punteggio di 7–6(5), 4–6, 6–3

### Doppio
Guillermo Cañas /  Adrián García hanno battuto in finale  Bowen /  Brandon Coupe con il punteggio di 7–6(5), 6–1